# Рьё-де-Пельпор
Рьё-де-Пельпо́р (фр. Rieux-de-Pelleport) — коммуна во Франции, находится в регионе Юг — Пиренеи. Департамент коммуны — Арьеж. Входит в состав кантона Вариль. Округ коммуны — Памье.
Код INSEE коммуны — 09245.

## Население
Население коммуны на 2008 год составляло 1170 человек.
| 1962 | 1968 | 1975 | 1982 | 1990 | 1999 | 2008 |
| ---- | ---- | ---- | ---- | ---- | ---- | ---- |
| 279  | 292  | 323  | 477  | 700  | 848  | 1170 |

## Экономика
В 2007 году среди 762 человек в трудоспособном возрасте (15—64 лет) 550 были экономически активными, 212 — неактивными (показатель активности — 72,2 %, в 1999 году было 70,5 %). Из 550 активных работали 508 человек (262 мужчины и 246 женщин), безработных было 42 (15 мужчин и 27 женщин). Среди 212 неактивных 55 человек были учениками или студентами, 64 — пенсионерами, 93 были неактивными по другим причинам.